# ReadyBoost
ReadyBoost — программная технология фирмы Microsoft, предназначенная для ускорения дисковых операций для медленных жестких дисков посредством программного кеширования за счет памяти флеш-накопителя.
При использовании данной технологии Windows создаёт на флеш-накопителе файл ReadyBoost.sfcache, который, в отличие от стандартного файла подкачки, не является ни скрытым, ни системным, при этом все данные шифруются алгоритмом AES-128. Основное преимущество такого подхода — гораздо меньшие задержки при случайном доступе к информации, чем для файла подкачки, размещённого на жёстком диске. ReadyBoost может использовать до 4 ГБ физической флеш-памяти на Windows Vista с файловой системой FAT32 и до 32 ГБ с файловой системой NTFS или exFAT в Windows 7 и старше на 1 устройство, позволяя подключать несколько устройств с суммарным объемом до 256 ГБ. Windows Vista позволяет использовать лишь одно устройство.
Минимальный размер 256 мегабайт, в состав Service Pack 1 для Windows Vista входит обновление, которое снижает размер ещё на 10 мегабайт. Также Microsoft рекомендует использовать соотношения флеш-памяти к оперативной памяти в диапазоне от минимального 1:1 до максимального 2,5:1.
При чтении малых блоков 4 КБ производительность увеличивается примерно в 10 раз по сравнению с HDD, но вот при чтении больших файлов эффекта не наблюдается. Однако ReadyBoost используется при загрузке приложений, как раз когда идут множественные обращения к десяткам маленьких библиотек.
На данный момент ReadyBoost поддерживается операционными системами Windows Vista (Home Basic, Home Premium, Business, Ultimate), Windows 7 (все версии), Windows 8 (все версии), Windows 10 (все версии) и Windows 11 (все версии). Для Windows XP технология ReadyBoost реализована в коммерческой утилите eBoostr.